# الاوقاع (صرواح)

تعديل مصدري - تعديل

الاوقاع محلة تابعة لقرية صرواح، التابعة لعزلة بني الفخر بمديرية حزم العدين إحدى مديريات محافظة إب في الجمهورية اليمنية، بلغ تعداد سكانها 71 حسب تعداد اليمن لعام 2004.